# Cambria County
Cambria County ist ein County im US-Bundesstaat Pennsylvania der Vereinigten Staaten. Bei der Volkszählung im Jahr 2020 hatte das County 133.472 Einwohner und eine Bevölkerungsdichte von 75 Einwohner pro Quadratkilometer. Der Verwaltungssitz (County Seat) ist Ebensburg.

## Geschichte
Das County wurde am 26. März 1804 gebildet und nach dem lateinischen Namen für Wales benannt, da die ersten Siedler von dort stammten.

### Historische Objekte
Im Portage Township, Oil City steht die 1832 errichtete historische Bridge in Portage Township. Die Eisenbahn-Steinbrücke wurde am 22. Juni 1988 vom National Register of Historic Places mit der Nummer 88000782 aufgenommen.
Im County liegen zwei geschützte Stätten herausragender historischer Bedeutung, die Allegheny Portage Railroad National Historic Site und das Johnstown Flood National Memorial. Zwei Orte haben den Status einer National Historic Landmark, die Cambria Iron Company und der Staple Bend Tunnel. 28 Bauwerke und Stätten des Countys sind insgesamt im National Register of Historic Places (NRHP) eingetragen (Stand 18. Juli 2018).

## Geographie
Das County hat eine Fläche von 1796 Quadratkilometern, wovon 14 Quadratkilometer Wasserfläche sind. Es liegt an der Westseite der Allegheny Mountains und damit im Einzugsbereich des Mississippi Rivers.
Das County wird vom Office of Management and Budget zu statistischen Zwecken als Johnstown, PA Metropolitan Statistical Area geführt.

## Orte im Cambria County
Das Cambria County ist unterteilt in 63 Gemeinden, davon eine City, 32 Boroughs und 30 Townships. Zu Statistikzwecken führt das U.S. Census Bureau acht Census-designated places. Diese sind Teil eines Townships und haben keine Selbstverwaltung.

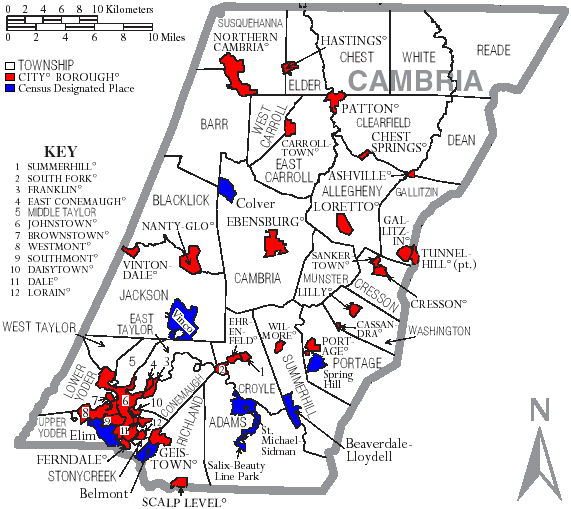
Karte des Cambria Countys

Citys
| - Johnstown |

Boroughs
| - Ashville - Brownstown - Carrolltown - Cassandra - Chest Springs - Cresson | - Daisytown - Dale - East Conemaugh - Ebensburg - Ehrenfeld - Ferndale | - Franklin - Gallitzin - Geistown - Hastings - Lilly - Lorain | - Loretto - Nanty-Glo - Northern Cambria - Patton - Portage - Sankertown | - Scalp Level - South Fork - Southmont - Summerhill - Tunnelhill1 - Vintondale | - Westmont - Wilmore |

Townships
| - Adams Township - Allegheny Township - Barr Township - Blacklick Township - Cambria Township - Chest Township - Clearfield Township - Conemaugh Township - Cresson Township - Croyle Township | - Dean Township - East Carroll Township - East Taylor Township - Elder Township - Gallitzin Township - Jackson Township - Lower Yoder Township - Middle Taylor Township - Munster Township - Portage Township | - Reade Township - Richland Township - Stonycreek Township - Summerhill Township - Susquehanna Township - Upper Yoder Township - Washington Township - West Carroll Township - West Taylor Township - White Township |

Census-designated places (CDP)
| - Beaverdale-Lloydell - Belmont - Colver - Elim | - Salix-Beauty Line Park - Spring Hill - St. Michael-Sidman - Vinco |

Unincorporated Communitys
| - Coupon - Flinton | - New Germany - Twin Rocks |

1teilweise im Blair County